# Franui
Franui (auch Musicbanda Franui) ist ein zehnköpfiges österreichisches Musikensemble aus dem Osttiroler Dorf Innervillgraten, besetzt mit Holz- und Blechbläsern, Saiten- und Streichinstrumenten. Das Repertoire der Gruppe umfasst neben Eigenkompositionen unter anderem Bearbeitungen von Tänzen, Trauermärschen und Liedern von Franz Schubert, Robert Schumann, Gustav Mahler und Johannes Brahms.

## Geschichte
Das Ensemble wurde 1993 von Andreas Schett gegründet, der seitdem auch musikalischer Leiter und gemeinsam mit Markus Kraler für die Kompositionen verantwortlich ist. Die Besetzung ist seit der Gründung fast unverändert. Der Name Franui bezeichnet eine Almwiese in Innervillgraten, wo der Großteil der Musiker aufgewachsen ist. Das Wort stammt aus dem Rätoromanischen und soll auf die Nähe zum ladinischen Sprachraum hinweisen. In den ersten Jahren trat die Gruppe als Haus- und Hofkapelle im Rahmen der von Schett gegründeten Villgrater Kulturwiese auf und spielte zunächst unter anderem Trauermärsche. Mitte der 1990er-Jahre traten sie bei verschiedenen Festivals auf. Ab 2005 traten sie wiederholt auch in verschiedenen Musiktheaterproduktionen auf, unter anderem im Rahmen der Ruhrtriennale und der Bregenzer Festspiele, am Wiener Burgtheater und bei den Salzburger Festspielen.
Zum 20-jährigen Bestehen des Ensembles gab die Gruppe ein Konzert auf der 2300 Meter hoch gelegenen Almwiese Franui, zu dem nach einer etwa 3-stündigen Wanderung an die 1500 Besucher kamen. Das Konzertprogramm „Tanz Boden Stücke“ (gemeinsam mit Wolfgang Mitterer) hatte 2014 bei der Stiftung Mozarteum in Salzburg Premiere und erschien im Februar 2016 unter dem Titel „Tanz! (Franz)“ auf CD. Bei der Mozartwoche 2017 folgte die Uraufführung von „ENNUI. Geht das immer so weiter?“ (mit Peter Simonischek und einem Bühnenbild von Martin Gostner), einer musiktheatralischen Annäherung an den Musik-Kosmos Wolfgang A. Mozarts. Im selben Jahr entstand der neue Liederabend „ALLES WIEDER GUT“, eine Zusammenarbeit mit dem Bassbariton Florian Boesch und dem schwedischen Künstler Jonas Dahlberg.
In den Jahren 2017 und 2018 entstanden in Zusammenarbeit mit dem Regisseur und Puppenspieler Nikolaus Habjan zwei Georg-Kreisler-Liederabende, „Wien ohne Wiener“ am Volkstheater Wien und „Ausschliesslich Inländer“ am Schauspielhaus Zürich.
Im Wiener Konzerthaus steht Franui seit 2015 jährlich im Mittelpunkt des Festivals „Gemischter Satz“, in der Konzertsaison 2018/19 wurde der Musicbanda dort ein eigener Zyklus als Portraitkünstler gewidmet. Im März 2025 erfolgte die Uraufführung von Lied vom Rand der Welt, einer Überschreibung der Operette Der Zigeunerbaron, mit der Musik von Franui und einem Libretto von Roland Schimmelpfennig im MuseumsQuartier.

## Tonträger
- drüben (1997)
- Frische Ware (2000, Arbe)
- Ende vom Lied (2005, Extraplatte)
- Schubertlieder (2007, Col legno)
- Brahms Volkslieder (2008, Col legno)
- Mahlerlieder (2011, Col legno)
- Karsten Riedel & Franui: Fool Of Love (2012, Col legno)
- 36 Stunden (2013, Col legno), nach den 49 Deutschen Volksliedern (WoO 33) von Johannes Brahms
- Franui ist eine Almwiese (2013, Col legno)
- Tanz! (Franz) (2016, Col legno)
- Ständchen der Dinge (2018, Col legno)
- Ennui (2019 Col legno)
- Alles wieder gut (2020 Col legno)
- Kreisler-Lieder (2022 Col legno)
- Mahler (nach wie vor) (2025 Col legno)

## Auszeichnungen
- 2005: Preis der Deutschen Schallplattenkritik für das Album Ende vom Lied[5]
- Juni 2007: Ö1 Pasticcio-Preis für das Album Schubertlieder[14]
- Juni 2011: Ö1 Pasticcio-Preis für das Album Mahlerlieder[14]
- 2011: Toblacher Komponierhäuschen für das Album Mahlerlieder[15]
- 2018: Jahrespreis der Deutschen Schallplattenkritik für das Album Ständchen der Dinge[16]
- 2019: Preis der Landeshauptstadt Innsbruck für künstlerisches Schaffen (an die Franui-Komponisten Markus Kraler und Andreas Schett)[17]
- 2023: Österreicher des Jahres in der Kategorie Kulturerebe[18][19][20]

## Musiktheaterproduktionen/Theatermusik/Konzertprogramme (Auswahl)

Franui mit Peter Matić beim Festival „Gemischter Satz 2016“ im Wiener Konzerthaus

- 2005: Steine und Herzen (Ruhrtriennale, gemeinsam mit Sven-Eric Bechtolf)
- 2006: wo du nicht bist (Uraufführung bei den Bregenzer Festspielen, gemeinsam mit der Berliner Theaterformation Nico and the Navigators)
- 2008: Nur ein Gesicht (Bregenzer Festspiele, Regie: Cornelia Rainer)
- 2009: Anaesthesia (unter anderem bei den Händelfestspielen in Halle an der Saale, den KunstFestSpielen Herrenhausen in Hannover, Grand Théatre Luxemburg, Festspielhaus Bregenz, gemeinsam mit der Berliner Theaterformation Nico and the Navigators)
- 2012: Fool of Love, Shakespeare-Sonette mit dem Sänger und Pianisten Karsten Riedel (Wiener Burgtheater, Regie: Matthias Hartmann und Michael Schachermaier)
- 2012: Schau lange in den dunklen Himmel. Geistervariationen für Schauspieler, Sänger und Musicbanda (Uraufführung bei den KunstFestSpielen Herrenhausen, später auch im Theater Basel, Regie: Corinna von Rad)
- 2012: Meine Bienen. Eine Schneise (Uraufführung bei den Salzburger Festspielen 2012, Libretto: Klaus Händl, Regie: Nicolas Liautard).[4]
- 2014: Option. Spuren der Erinnerung (Vereinigte Bühnen Bozen, Regie: Alexander Kratzer)[21]
- 2015: Doch bin ich nirgend, ach! zu Haus (Uraufführung beim Festivals Imago Dei, Krems; mit dem Puppenspieler Nikolaus Habjan)[22]
- 2016: Totes Gebirge (von Thomas Arzt, Theater in der Josefstadt, Regie: Stephanie Mohr)[23]
- 2016: Bombenjahre (Vereinigte Bühnen Bozen, Regie: Alexander Kratzer)[24]
- 2017: ENNUI. „Geht das immer so weiter?“ (Uraufführung bei der Mozartwoche Salzburg 2017; mit Peter Simonischek)[25]
- 2017: ALLES WIEDER GUT. Liederabend mit einem vergänglichen Bühnenbild von Jonas Dahlberg (Uraufführung im Wiener Konzerthaus, mit dem Bassbariton Florian Boesch)[26]
- 2017: Wien ohne Wiener. Ein Georg-Kreisler-Liederabend von Nikolaus Habjan und Franui (Volkstheater Wien, Spielzeit 2017/18)[9]
- 2018: Wir. Heute! Morgen! Europa. (Vereinigte Bühnen Bozen, Regie: Alexander Kratzer)[27]
- 2018: AUSSCHLIESSLICH INLÄNDER (Schauspielhaus Zürich, Regie: Nikolaus Habjan)[10]
- 2019 HIMMELERDE. Ein Maskenmusiktheater von Familie Flöz und der Musicbanda Franui (Staatsoper Unter den Linden Berlin, Regie: Michael Vogel, mit Anna Prohaska und Florian Boesch)[28]
- 2019 DORT IST DAS GLÜCK. Ein Schubert-Liederabend für Musicbanda und einen verschwundenen Sänger (Uraufführung beim Festival Heidelberger Frühling, mit der Schauspielerin Dagmar Manzel)[29]
- 2019 VORTRAG ÜBER NICHTS. Nach John Cage „Silence“. Aus dem Amerikanischen von Ernst Jandl (Uraufführung im Wiener Konzerthaus, mit dem Schauspieler Wolfram Berger)[30]
- 2019 ARTHUR SCHNITZLER: REIGEN. „Konzert mit Drama“ nach Arthur Schnitzler (Uraufführung im Wiener Konzerthaus, mit Regina Fritsch und Sven-Eric Bechtolf)[31]
- 2019 FRANZENSFESTE. Eine Schubertiade Franui und Die Strottern.[32]
- 2020 ALLES NICHT WAHR. „Ein Georg Kreisler-Liederabend mit Nikolaus Habjan und der Musicbanda Franui“ (Uraufführung im Haus für Mozart, Salzburg)[33]
- 2021 FRL ELSE. Remake des Stummfilms „Fräulein Else“ nach Arthur Schnitzlers Novelle (D 1929, Regie: Paul Czinner), live synchronisiert und neu vertont von maschek und Franui (Uraufführung im Wiener Konzerthaus)[34]
- 2022 Wohin ich geh. Mit dem Chor des Bayerischen Rundfunks, Leitung Howard Arman (Uraufführung in der Isarphilharmonie München)[35]
- 2022 Strg F Volksmusik (Uraufführung im Wiener Konzerthaus)[36]
- 2023 FANES. (von Anna Gschnitzer, Vereinigte Bühnen Bozen, Regie: Cilli Drexel)[37]
- 2023 Die schöne Müllerin. Mit Nikolaus Habjan und Florian Boesch (Uraufführung in der Staatsoper Unter den Linden Berlin)[38]
- 2024 Als Wappenadler bin ich eine Schildkröte. Ein Otto-Grünmandl-Abend mit Musik von Franui (Uraufführung am Tiroler Landestheater, Regie: Alexander Kratzer, Bühnenbild: Katharina Cibulka)[39]
- 2024 URLICHT PRIMAL LIGHT. Gustav Mahlers Liederwelt – Eine akrobatische Reise. Franui mit CIRCA (Uraufführung im Rahmen der Europäischen Kulturhauptstadt 2024 in Bad Ischl, Regie: Yaron Lifschitz)[40]
- 2024 HOTEL SAVOY oder „Ich hol' Dir vom Himmel das Blau“ – Eine Hybridoperette mit der Musicbanda Franui auf der Textgrundlage von Joseph Roths Roman (Uraufführung am Schauspiel Stuttgart, Regie: Corinna von Rad)[41]
- 2024 HOLZFÄLLEN. Nach dem Roman von Thomas Bernhard, von und mit Nicholas Ofczarek und Musicbanda Franui (Uraufführung im Wiener Burgtheater)[42]
- 2025 DAS LIED VOM RAND DER WELT ODER DER ZIGEUNERBARON. Musiktheater nach Johann Strauß in einer musikalischen Neufassung. Libretto: Roland Schimmelpfennig, Regie: Nuran David Calis (Uraufführung beim Festival Johann Strauss 2025 im Museumsquartier, Wien)